# Джонсонбург (Пенсільванія)
Джонсонбург (англ. Johnsonburg) — місто (англ. borough) в США, в окрузі Елк штату Пенсільванія. Населення — 2404 особи (2020).

## Географія
Джонсонбург розташований за координатами 41°29′32″ пн. ш. 78°40′44″ зх. д. / 41.49222° пн. ш. 78.67889° зх. д. (41.492224, -78.678766).  За даними Бюро перепису населення США в 2010 році місто мало площу 7,58 км², з яких 7,47 км² — суходіл та 0,11 км² — водойми.

## Демографія
Згідно з переписом 2010 року, у селищі мешкали 2483 особи в 1126 домогосподарствах у складі 663 родин. Густота населення становила 328 осіб/км².  Було 1293 помешкання (171/км²).
Расовий склад населення:
| - 98,1 % — білих - 0,3 % — азіатів - 0,2 % — корінних американців - 0,1 % — чорних або афроамериканців |

До двох чи більше рас належало 0,9 %. Частка іспаномовних становила 1,5 % від усіх жителів.
За віковим діапазоном населення розподілялося таким чином: 22,6 % — особи молодші 18 років, 59,2 % — особи у віці 18—64 років, 18,2 % — особи у віці 65 років та старші. Медіана віку мешканця становила 42,1 року. На 100 осіб жіночої статі у селищі припадало 96,6 чоловіків;  на 100 жінок у віці від 18 років та старших — 93,2 чоловіків також старших 18 років.
Середній дохід на одне домашнє господарство  становив 45 640 доларів США (медіана — 38 162), а середній дохід на одну сім'ю — 55 450 доларів (медіана — 49 500). Медіана доходів становила 45 804 долари для чоловіків та 31 055 доларів для жінок. За межею бідності перебувало 14,4 % осіб, у тому числі 25,4 % дітей у віці до 18 років та 9,1 % осіб у віці 65 років та старших.
Цивільне працевлаштоване населення становило 1085 осіб. Основні галузі зайнятості: виробництво — 39,2 %, освіта, охорона здоров'я та соціальна допомога — 19,2 %, роздрібна торгівля — 9,3 %, будівництво — 7,5 %.